# Phytoliriomyza costaricensis
Phytoliriomyza costaricensis är en tvåvingeart som beskrevs av Spencer 1973. Phytoliriomyza costaricensis ingår i släktet Phytoliriomyza och familjen minerarflugor.
Artens utbredningsområde är Costa Rica. Inga underarter finns listade i Catalogue of Life.